# Gobierno de Predoiu
El gobierno de Cătălin Predoiu ejerció el poder ejecutivo de Rumania de manera interina, desde el 5 de mayo de 2025 luego de la dimisión del primer ministro Marcel Ciolacu, hasta el 23 de junio de 2025. Encabezado por el político Gobierno Predoiu, el gobierno está integrado por los partidos políticos Partido Nacional Liberal (PNL), Unión Democrática de Húngaros en Rumania (UDMR) y apoyado externamente por las minorías en las cámara de diputados.

## Mandato
Este gobierno interino estuvo dirigido por el primer ministro liberal Cătălin Predoiu. Predoiu tomó el cargo luego de la dimisión de Ciolacu debido a los malos resultado de los socialdemócratas en de las elecciones presidenciales rumanas de 2025. Además de que el partido socialdemócrata salió del gobierno dejando así en una minoría parlamentaria.
El gobierno esta apoyado por una coalición entre el Partido Nacional Liberal (PNL) y Unión Democrática de Húngaros en Rumania (UDMR). Juntos tienen 71 diputados de 331 de los escaños en la Cámara de Diputados, y 32 senadores de 134 de los escaños en el Senado.
Por lo tanto, sucedió al primer Gobierno Ciolacu II, formado por el PSD, el PNL y UDMR.

## Gabinete Ministerial
Partido Socialdemócrata     Partido Nacional Liberal     Independientes nominados por el Partido Nacional Liberal     Unión Democrática de Húngaros en Rumania

### Primer Ministro Interino del Gobierno de Rumanía
| Fotografía | Primer Ministro | Período           | Período             | Partido | Partido |
| Fotografía | Primer Ministro | Inicio            | Fin                 | Partido | Partido |
| ---------- | --------------- | ----------------- | ------------------- | ------- | ------- |
|            | Cătălin Predoiu | 5 de mayo de 2025 | 23 de junio de 2025 |         |         |

### Vice primeros ministros Interinos del Gobierno de Rumanía
| Fotografía | Vice primer ministro | Período                                         | Período             | Partido | Partido |
| Fotografía | Vice primer ministro | Inicio                                          | Fin                 | Partido | Partido |
| ---------- | -------------------- | ----------------------------------------------- | ------------------- | ------- | ------- |
|            | Marian Neacșu        | 15 de junio de 2023 (del anterior Gobierno)     | 23 de junio de 2025 |         |         |
|            | Barna Tánczos        | 23 de diciembre de 2024 (del anterior Gobierno) | 23 de junio de 2025 |         |         |

### Ministros Interinos
| Ministerio                                         | Fotografía | Titular                | Período                                         | Período             | Partido | Partido |
| Ministerio                                         | Fotografía | Titular                | Inicio                                          | Fin                 | Partido | Partido |
| -------------------------------------------------- | ---------- | ---------------------- | ----------------------------------------------- | ------------------- | ------- | ------- |
| Agricultura y Desarrollo Rural                     |            | Florin Barbu           | 15 de junio de 2023 (del anterior Gobierno)     | 23 de junio de 2025 |         |         |
| Asuntos Exteriores                                 |            | Emil Hurezeanu         | 23 de diciembre de 2024 (del anterior Gobierno) | 23 de junio de 2025 |         |         |
| Cultura                                            |            | Natalia-Elena Intotero | 23 de diciembre de 2024 (del anterior Gobierno) | 23 de junio de 2025 |         |         |
| Defensa Nacional                                   |            | Angel Tîlvăr           | 31 de octubre de 2022 (del anterior Gobierno)   | 23 de junio de 2025 |         |         |
| Desarrollo, Obras Públicas y Administración        |            | Attila Cseke           | 23 de diciembre de 2024 (del anterior Gobierno) | 23 de junio de 2025 |         |         |
| Economía, Digitalización, Emprendimiento y Turismo |            | Ivan Bogdan-Gruia      | 23 de diciembre de 2024 (del anterior Gobierno) | 23 de junio de 2025 |         |         |
| Educación e Investigación                          |            | Daniel David           | 23 de diciembre de 2024 (del anterior Gobierno) | 23 de junio de 2025 |         |         |
| Energía                                            |            | Sebastian Burduja      | 15 de junio de 2023 (del anterior Gobierno)     | 23 de junio de 2025 |         |         |
| Finanzas                                           |            | Barna Tánczos          | 23 de diciembre de 2024 (del anterior Gobierno) | 23 de junio de 2025 |         |         |
| Interior                                           |            | Cătălin Predoiu        | 15 de junio de 2023 (del anterior Gobierno)     | 23 de junio de 2025 |         |         |
| Inversiones y Proyectos Europeos                   |            | Marcel Boloș           | 23 de diciembre de 2024 (del anterior Gobierno) | 23 de junio de 2025 |         |         |
| Justicia                                           |            | Radu Marinescu         | 23 de diciembre de 2024 (del anterior Gobierno) | 23 de junio de 2025 |         |         |
| Medio Ambiente, Agua y Bosques                     |            | Mircea Fechet          | 15 de junio de 2023 (del anterior Gobierno)     | 23 de junio de 2025 |         |         |
| Salud                                              |            | Alexandru Rafila       | 25 de noviembre de 2021 (del anterior Gobierno) | 23 de junio de 2025 |         |         |
| Trabajo, Familia, Juventud y Solidaridad Social    |            | Simona Bucura-Oprescu  | 19 de julio de 2023 (del anterior Gobierno)     | 23 de junio de 2025 |         |         |
| Transporte e Infraestructura                       |            | Sorin Grindeanu        | 25 de noviembre de 2021 (del anterior Gobierno) | 23 de junio de 2025 |         |         |